# Зелёные Обрубки
Зелёные Обрубки (англ. Salad Fingers) — британский анимационный веб-сериал для взрослых, созданный Дэвидом Фертом в 2004 году. Он вращается вокруг одноимённого Зелёного Обрубка, худого, зелёного, психически неуравновешенного человека, который живёт в постапокалиптичном мире. По состоянию на сентябрь 2023 года на YouTube и Newgrounds было опубликовано тринадцать эпизодов. С момента своего дебюта «Зелёные обрубки» приобрели культовую популярность.

## История создания
Зелёные Обрубки был задуман как шутка, когда однажды, Ферт играл на гитаре, его друг и частый соавтор Кристиан Уэбб заметил, что у него «салатовые пальцы», имея в виду то, как Ферт играет аккорд «С». В 2004 году Ферт выложил первый эпизод в формате Flash на развлекательный сайт Newgrounds, где он поначалу не пользовался популярностью. Однако видео быстро набрало популярность, когда появилось на первой странице сайта. Позже, когда серия перешла на видеохостинг YouTube, Ферт обратился к краудфандингу, поскольку не мог монетизировать видео из-за контентной политики платформы.
Помимо написания сценария и анимации, Ферт сам озвучивает протагониста. По словам Ферта, его голос был вдохновлен голосом его бабушки и голосом Майкла Джексона. Мягкость голоса Зелёных Обрубков объясняется тем, что Ферт не хотел будить родителей во время записи. Если на создание первого эпизода у Ферта ушел «один день и одна ночь», то на другие у него ушло от шести месяцев до года. В качестве источников вдохновения он называл работы Дэвида Линча, Тима Бертона и Криса Морриса, а также «Лигу джентльменов» и «Южный парк». Музыка, звучащая в эпизодах Salad Fingers, принадлежит Sigur Rós, Aphex Twin и Boards of Canada.
В 2007 году сериал, состоявший на тот момент из семи эпизодов, дебютировал на Сиднейском фестивале андерграундного кино, где все эпизоды были показаны один за другим. В 2009 году эпизоды были показаны на Glimmer, международном фестивале короткометражных фильмов Hull Daily Mail. В 2020 году было объявлено о туре «Зелёных Обрубков» по Великобритании. Тур был отложен из-за пандемии COVID-19 и в итоге состоялся в 2021 и 2022 годах. В рамках мероприятий демонстрировались все вышедшие на данный момент эпизоды, после чего Ферт давал личное интервью.

## Прием
По словам Элайджи Уотсона из The Daily Dot, «Зелёные Обрубки» стал предметом культа и породил множество мемов, «запечатлев комически безумную и странную сторону интернета». Персонажи, темы и сюжет сериала вызвали множество обсуждений и теорий в сети. В 2005 году газета San Francisco Chronicle включила его в десятку лучших феноменов поп-культуры. Wired считает «Salad Fingers» одной из самых запоминающихся Flash-анимаций, а The Guardian описывает её как одну из первых, ставших «максимально вирусной». Джессика Баланзатеги и Сезар Альбарран-Торрес, написавшие для академического журнала Convergence, назвали Salad Fingers «значительным стилистическим и общим вкладом в ранний период цифровых произведений». В 2020 году сериал был просмотрен на YouTube в общей сложности 110 миллионов раз, причем только первый эпизод набрал 36 миллионов просмотров.
Джон Мендельсон из Comic Book Resources отмечает, что сериал «напугал зрителей» своим «постапокалиптическим сеттингом и загадочностью», и сравнивает его с телесериалом «Твин Пикс». Таннер Фокс из Screen Rant описывает его как «не что иное, как преследование» из-за его «странных предпосылок, фоновой музыки из гвоздей на доске, а также шокирующих моментов с кровотечением и развратом». Девон Мэлоуни из The Verge отмечает акцент на кровотечениях и телесных жидкостях, называя это «по сути, ASMR для психопатов». Уилл Рэмси из Hull Daily Mail называет его «комичным, ужасающим и странным». Эмма Гарланд из Vice, говоря о его влиянии в сети на момент выхода, отмечает, что сериал вызывал у зрителей одновременно восхищение и ужас, и считает его «одной из самых мрачных комедий, когда-либо выходивших в Великобритании».
В 2019 году учитель канадской средней школы был временно отстранен от работы после того, как показал своему классу ряд видеороликов, которые ученики назвали «странными, жуткими и неуместными», включая «Зелёные Обрубки». В итоге учитель уволился с работы в школе и прошел дисциплинарный курс. Ферт прокомментировал ситуацию в Twitter (X), заявив о полной поддержке учителя, показавшего сериал.